# Styckmordet i Bagarmossen

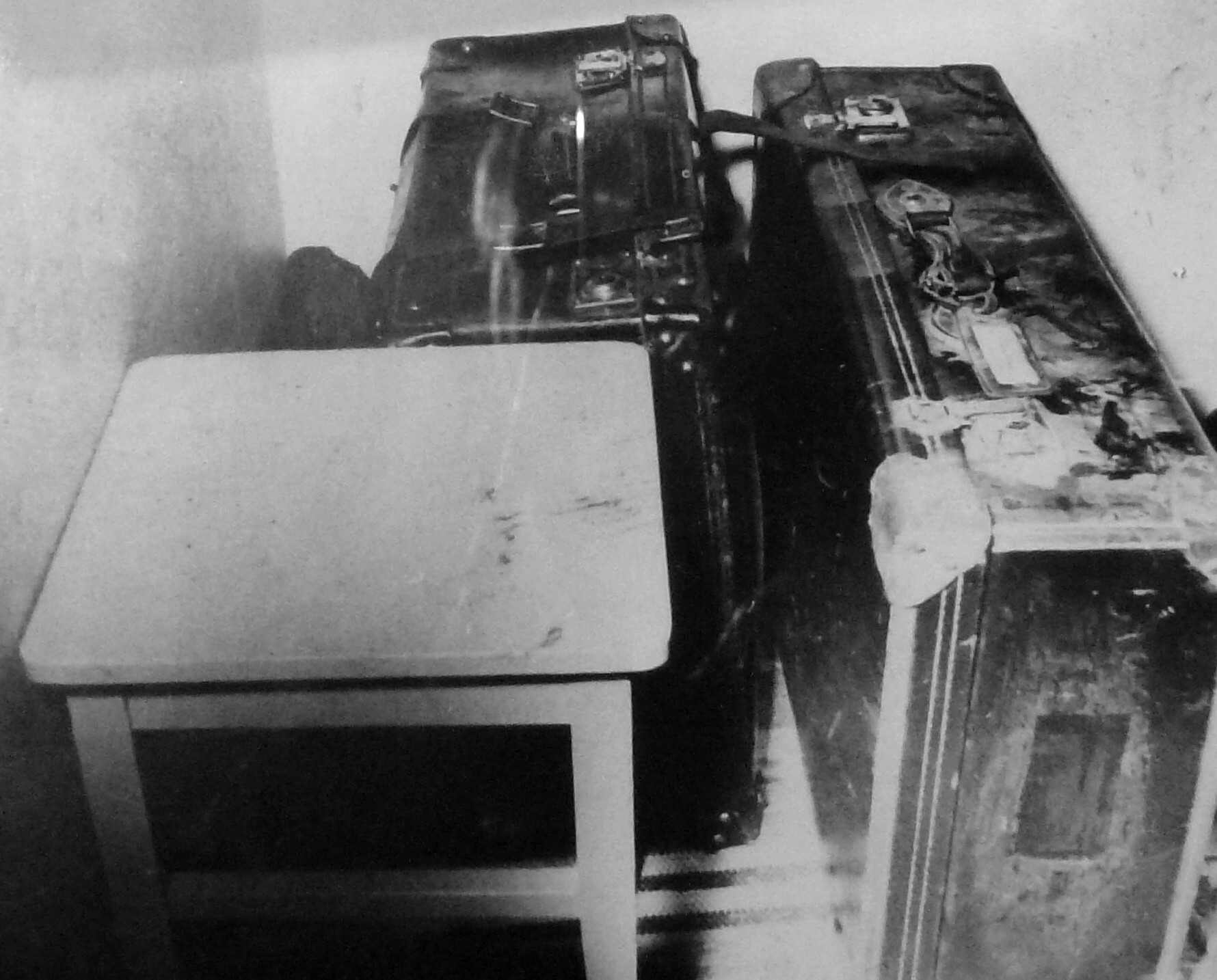
Resväskorna, polisfoto 1954.

Styckmordet i Bagarmossen, även kallat Koffertmordet i Bagarmossen,  ägde rum den 4 juni 1954 i Stockholms stadsdel Bagarmossen. 

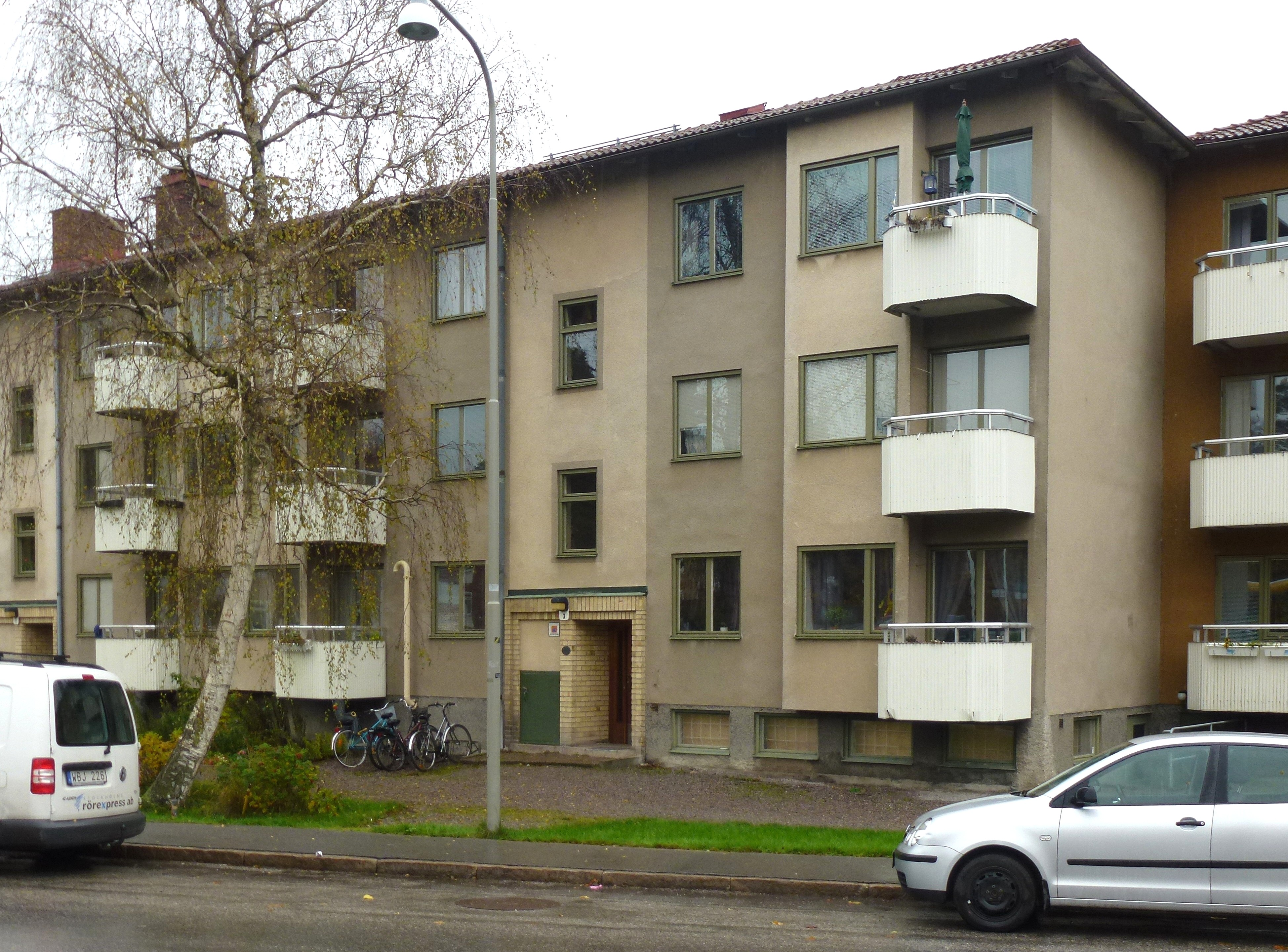
Lagavägen 3 i oktober 2012.

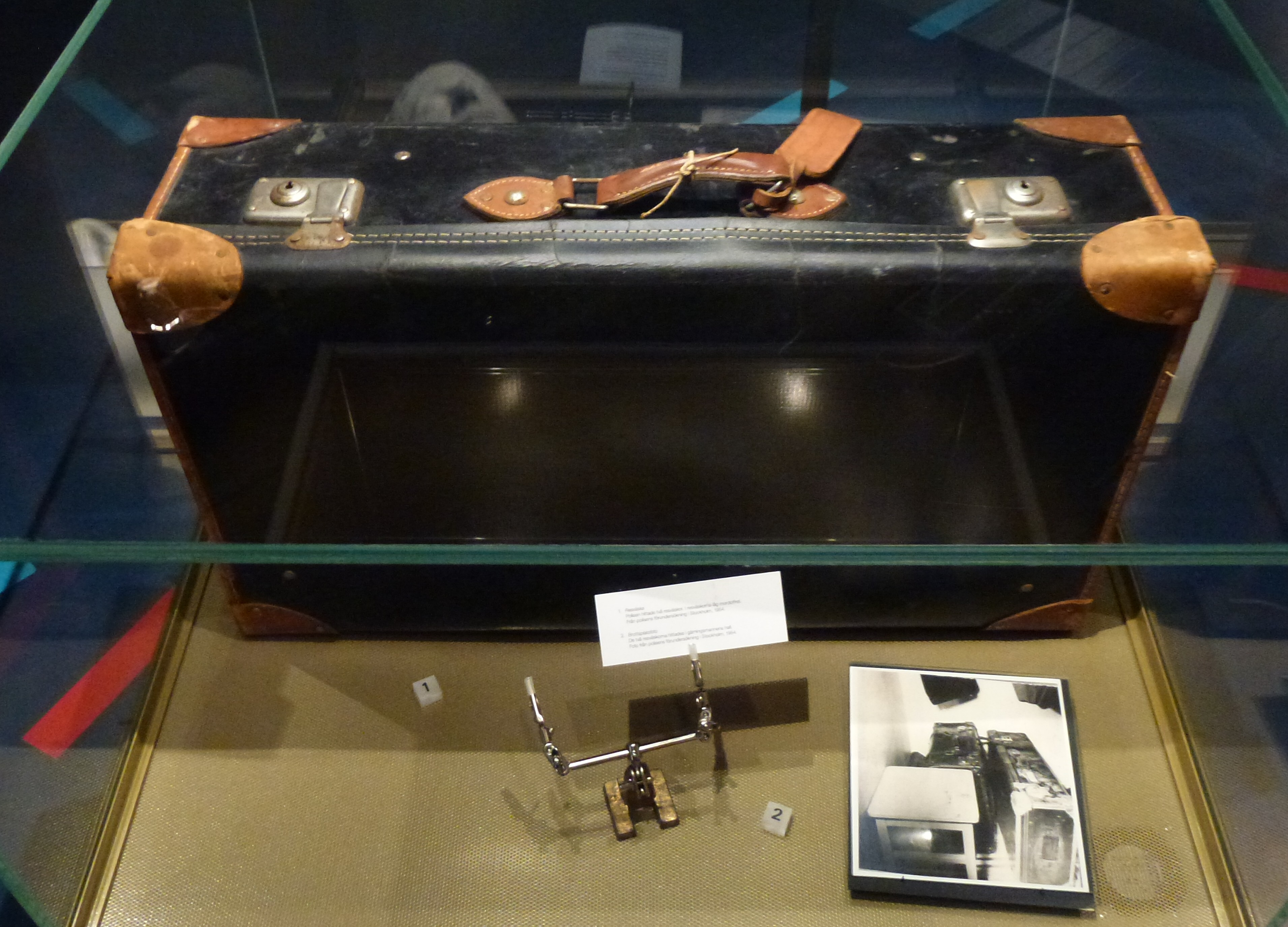
Den svarta resväskan på Polismuseet.

Pingsten 1954 begicks styckmordet när slaktaren Lars Arne Lasse Andersson skjutit diversearbetaren Per Gunnar Löthberg med ett salongsgevär i en lägenhet vid Lagavägen 3 i Bagarmossen. Anledningen var gräl om ett munspel Löthberg köpt eller stulit av mördaren. Den mördade styckades av Andersson med hjälp av köksknivar och med kläderna på. Sedan placerades likdelarna i två resväskor (“koffertar“) - en svart och en brun. Den svarta hade en adresslapp med gärningsmannens namn på. 
Två kvällar efter mordet kontaktade gärningsmannen en annan person, "Oscar", på ett ölcafé på Södermalm och ville att denna skulle hjälpa honom att skaffa undan kroppen. Oscar trodde först att det var ett makabert skämt, men när han såg liket i lägenheten förstod han att det var allvar. Han lyckades fly och med hjälp av en busschaufför larma polisen. Andersson greps av polisen när han återvände till sin lägenhet för att “stycka lite mera”. 
Andersson själv hade ingen aning om vem den styckmördade personen var och efter stora svårigheter fick polisen till sist fram vem offret var. Det rörde sig om Per Gunnar Löthberg, en 43-årig hamnarbetare från Gävleborgs län, som sedan 1947 varit bosatt i Stockholm.
Andersson slapp fängelsestraff på grund av läkarintyg om psykisk sjukdom. Han hamnade istället på sluten psykiatrisk anstalt.